# Международный республиканский институт
Международный республиканский институт (англ. International Republican Institute) — некоммерческая организация, провозглашающая своей целью оказание помощи отдельным странам в строительстве демократии. Председатель Совета директоров МРИ — сенатор от штата Аляска Дэн Салливан.
Организация работает в тесном сотрудничестве с Государственным департаментом США, Агентством США по международному развитию и некоторыми фондами, занимающимися финансированием проамериканских политических сил в мире.

## Деятельность
Международный республиканский институт был создан в 1983 году. Он считается некоммерческой организацией, не носящей партийной окраски, но большая часть руководства и консультантов принадлежат к Республиканской партии (в свою очередь, Национальный демократический институт по международным вопросам ориентируется на Демократическую партию). Цель Института — способствовать развитию демократии во всем мире. Председателем Совета директоров МРИ является сенатор США от штата Аляска Дэн Салливан. Финансирование деятельности МРИ осуществляется американским правительством, Конгрессом США, а также используются поступления от частных корпораций и фондов.
МРИ проводит обучающие программы для политических партий, органов представительной власти и других организаций, непосредственно участвующих в осуществлении открытого политического процесса. Программы МРИ разрабатываются с учётом местной специфики и интересов участников программ. Они охватывают широкий круг вопросов: от основ гражданского общества, способов создания политических партий и проведения избирательных кампаний на выборные должности, до проведения конференций для недавно выбранных парламентариев по вопросам осуществления законодательной деятельности.
В России МРИ работал с 1992 года. За это время были проведены серии программ тренингов для депутатов Государственной думы, депутатов на уровне местного самоуправления и региональном уровне, политических партий и неправительственных организаций.
Летом 2015 года на территории России, в соответствии с Федеральным законом № 272-ФЗ от 28.12.2012, Международный республиканский институт вошёл в «патриотический стоп-лист», который был разработан в Совете федерации. Согласно этому «стоп-листу» деятельность института является нежелательной на территории страны.
В годы холодной войны через МРИ производилось финансирование многочисленных государственных переворотов в Латинской Америке. По некоторым данным, МРИ был вовлечён в подготовку попытки переворота 2002 года в Венесуэле, смещения президента Аристида в Гаити в 2004 году, и дестабилизации режима Хун Сена в Камбодже, а также оказывал поддержку перевороту 2009 года в Гондурасе (называя его «конституционным кризисом»), участвовал в продвижении консервативных партий на выборах в Польше.

## Представительства
Представительства МРИ открыты более чем в 30 странах мира.
Республиканский институт имеет представительства в следующих государствах: Азербайджан, Ангола, Армения, Афганистан, Бангладеш, Беларусь, Бирма, Болгария, Боливия, Босния и Герцеговина, Венгрия, Венесуэла, Восточный Тимор, Гаити, Гватемала, Грузия, Египет, Зимбабве, Индонезия, Иордания, Ирак, Казахстан, Камбоджа, Кения, Киргизия, Китай, Колумбия, Куба, Кувейт, Латвия, Либерия, Ливан, Литва, Македония, Малайзия, Мали, Мексика, Молдавия, Монголия, Марокко, Нигерия, Никарагуа, Оман, Пакистан, Перу, ПНА, Польша, Румыния, Сербия, Словакия, Словения, Сомали, Судан, Турция, Уганда, Украина, Хорватия, Черногория, Чехия, Шри-Ланка, Эстония, ЮАР.
18 августа 2016 года Генеральная прокуратура РФ признала Международный республиканский институт нежелательным в России.